# Deriva (navegació)

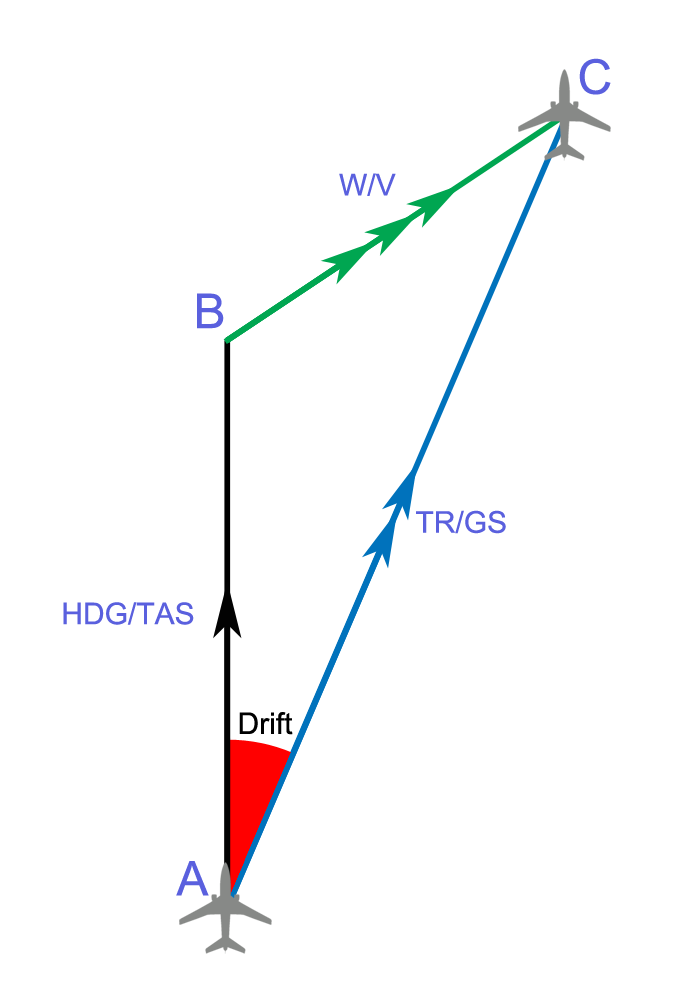
Aquest triangle del vent mostra el rumb d'un avió de línia cap al punt B (HDG, en negre; TAS=True Air Speed) i el seu curs cap a C (TR, pista, en blau; GS=Ground Speed). L'angle de deriva (ombrejat en vermell) es deu a la velocitat del vent (W/V, en verd).).

En navegació marítima, la deriva és la distància que recorre un vaixell per efecte del corrent, és a dir, pel desplaçament de la massa d'aigua en què es troba. El seu valor s'expressa en milles nàutiques. Per al càlcul sobre la carta cal conèixer el rumb (Rc) i la intensitat horària del corrent (Ihc) que afecten el vaixell. Ambdós valors apareixen en les publicacions nàutiques conegudes com a camins.

## Càlcul d'un corrent desconegut
En navegació, el rumb i la intensitat horària d'un corrent desconegut es poden calcular fàcilment coneixent la situació de partida, el rumb veritable (o el de superfície si hi ha vent) i la velocitat de vaixell, així com l'hora i la situació d'arribada.
1. Sobre la carta es dibuixa el punt de partida, el rumb veritable (o el de superfície) i s'hi marca la situació estimada (Se), en què ens trobaríem si no hi hagués corrent. La situació estimada es calcula multiplicant el temps transcorregut (T) per la velocitat de vaixell (Vb).
2. A continuació es marca sobre la carta la situació veritable (Sv) del vaixell coneguda per qualsevol procediment habitual (dues demores a terra simultànies, per exemple).
3. Es traça una línia recta de la situació estimada (Se) a la situació veritable (Sv). La desviació en graus d'aquesta línia pel que fa al nord veritable és el rumb del corrent (Rc).
4. Per conèixer la intensitat horària (Ihc), es mesura la deriva, és a dir, la distància que hi ha entre la situació estimada (Se) i la situació veritable (Sv), i es divideix entre el temps transcorregut. El resultat és la intensitat horària del corrent expressat en nusos.

Per poder calcular un corrent desconegut mitjançant dues demores no simultànies s'utilitza el mètode Lasheras.